# Padri del deserto
Col nome di Padri del deserto si indicano quei monaci, eremiti e anacoreti che nel IV secolo, dopo la pace costantiniana, abbandonarono le città per vivere in solitudine nei deserti d'Egitto, di Palestina, di Siria, sull'esempio di Gesù che trascorse quaranta giorni nel deserto per vincere le tentazioni del Diavolo con il digiuno, la preghiera e la Parola di Dio, come raccontato nei Vangeli sinottici (Matteo 4,1-11, Marco 1,12-13 e Luca 4,1-13).
Tra i primi anacoreti egiziani si può ricordare Antonio il Grande.
Nell'ascesi solitaria, i Padri (abba) e le Madri (amma) del deserto cercavano la via dell'hésychia, la pace interiore. Testimoni di una fede cristiana vissuta con radicalità, ebbero numerosi discepoli e i loro detti o apoftegmi, in cui traspaiono sapienza evangelica e arguzia umana, furono raccolti e tradotti in varie lingue, dando vita al genere letterario dei Pateriká.
Accanto alla Vita di Antonio, scritta dal vescovo Atanasio di Alessandria, e alla Storia lausiaca di Palladio di Galazia, le varie raccolte di Apoftegmi restano le fonti più importanti per accostarsi alla spiritualità di questi asceti. Gli stessi Padri del deserto hanno lasciato un buon numero di scritti, tra cui si possono ricordare le lettere di Antonio e le lettere di Ammona, gli scritti ascetici e teologici di Evagrio Pontico e le regole di Pacomio e i suoi successori.

## Vita nel deserto
I monaci andavano a popolare antiche tombe egizie o templi romani abbandonati oppure costruivano le celle vicino a un pozzo d'acqua con un orto coltivato. La cella era divisa in due parti: un'abside per pregare e una zona abitabile con tavolo e letto per scrivere e cenare.
I monaci d'Egitto vivevano un semi-anacoretismo. I monaci erano gli unici ad avere delle proprietà private.
Antonio fece costruire Kellia a 12 chilometri a piedi da Nitria per consentire questo minimo di vita comunitaria.
Gli incontri avevano luogo il sabato sera e la domenica mattina quando i monaci si radunavano per pregare insieme l'Ufficio Divino, celebrare l'Eucaristia, cenare, scambiare alcuni dialoghi e insegnamenti e vendere collettivamente alle comunità locali i prodotti del lavoro settimanale (ceste di vimini e palme o, più raramente, papiri scritti), redistribuendo il ricavato secondo le necessità dei monaci, che portavano seco anche una provvista di pane per la settimana.

## Nelle arti
La pittura (con Sassetta, Paolo Uccello in Tebaide, Hieronymus Bosch nel Trittico delle Tentazioni di sant'Antonio e Mathis Grünewald nell'altare di Issenheim, per citare soltanto i più famosi), la letteratura (con Gustave Flaubert, Anatole France in Le Jongleur de Notre Dame e Luca Desiato), la musica (con Paul Hindemith e Ottorino Respighi) si sono ispirate alla loro vita, cogliendone, talvolta, soltanto gli aspetti pittoreschi o folcloristici: le tentazioni, i demonietti, i mostriciattoli che popolano i deliziosi quadretti degli apoftegmi.